# Zorros ITQ
Zorros ITQ es un equipo de fútbol americano representativo del Instituto Tecnológico de Querétaro. Fue fundado en diciembre de 1971, en el año de 1982, hasta el 2008 en la Liga Mayor de la ONEFA, Se reintegra en el 2014 después de 6 años de ausencia en Liga Mayor. En 1988 obtuvo el campeonato de la Conferencia Mexicana.

## Estadísticas
| Estadísticas Zorros ITQ             | Estadísticas Zorros ITQ | Estadísticas Zorros ITQ |
| Concepto                            | Histórico*              | Promedio por partido    |
| ----------------------------------- | ----------------------- | ----------------------- |
| Juegos jugados                      | 163                     | n/a                     |
| Yardas ganadas por tierra           | 18975                   | 116,4                   |
| Yardas ganadas por aire             | 15525                   | 95,2                    |
| Yardas ganadas totales              | 36356                   | 223,0                   |
| 1° y 10 por tierra                  | 878                     | 5,4                     |
| 1° y 10 por aire                    | 495                     | 3,0                     |
| 1° y 10 por castigos                | 263                     | 1,6                     |
| 1° y 10 totales                     | 1757                    | 10,8                    |
| Balones perdidos por intercepciones | 210                     | 1,3                     |
| Balones perdidos por fumbles        | 202                     | 1,2                     |
| Balones perdidos totales            | 412                     | 2,5                     |
| Jugadas ofensivas por tierra        | 5275                    | 32,4                    |
| Jugadas ofensivas por aire          | 2490                    | 15,3                    |
| Jugadas ofensivas totales           | 6999                    | 42,9                    |
| Yardas permitidas por tierra        | 19247                   | 118,1                   |
| Yardas permitidas por aire          | 17913                   | 109,9                   |
| Yardas permitidas totales           | 46558                   | 285,6                   |
| 1° y 10 permitidos                  | 1935                    | 11,9                    |
| Castigos cometidos                  | 1332                    | 8,2                     |
| Yardas castigadas                   | 12323                   | 75,6                    |
| Records** en:                       | Temporada Regular       | Playoffs                |
| Juegos jugados                      | 189                     | 8                       |
| Juegos ganados                      | 68                      | 2                       |
| Juegos perdidos                     | 119                     | 6                       |
| Puntos a favor                      | 2563                    | 83                      |
| Puntos en contra                    | 3967                    | 168                     |
| Diferencia                          | -1404                   | -85                     |
| Porcentaje                          | 37%                     | 25%                     |

* De 1986 a 2008; ** de 1982 a 2008, Fuente: ONEFA Archivado el 15 de marzo de 2009 en Wayback Machine.